# Volker Strassen
Pour les articles homonymes, voir Strassen.
Volker Strassen, né le 29 avril 1936 à Düsseldorf, est un mathématicien allemand, actuellement professeur émérite à l'université de Constance.
Il est célèbre pour son travail sur la complexité algorithmique des opérations de base en calcul formel et en théorie algorithmique des nombres. Parmi ses contributions majeures, on peut citer l'algorithme de Strassen (1969) pour le produit matriciel, l'algorithme de Schönhage-Strassen (1971) pour le produit rapide de grands entiers, et le test de primalité de Solovay-Strassen (1977).

## Biographie
Après des études de mathématiques, de musique, de philosophie et de physique dans plusieurs universités allemandes, il obtient en 1962 un doctorat de mathématiques de l'université de Göttingen sous la direction de Konrad Jacobs.
Il occupe ensuite un poste dans le département de statistiques de l'université de Californie à Berkeley et prépare son habilitation à l'université Friedrich-Alexander d'Erlangen-Nuremberg.
En 1968, il rejoint l'institut de mathématiques appliquées de l'université de Zurich, où il reste une vingtaine d'années avant de devenir professeur à l'université de Constance en 1988.
Il prend sa retraite en 1998.
Il reçoit le prix Paris Kanellakis en 2003 pour son travail sur les algorithmes de test de primalité, puis le prix Knuth en 2008 pour l'ensemble de ses contributions à l'algorithmique.

## Source
- (en) Cet article est partiellement ou en totalité issu de l’article de Wikipédia en anglais intitulé « Volker Strassen » (voir la liste des auteurs).